# Long Lake, Parry Sound District
Long Lake är en sjö i Kanada.   Den ligger i Parry Sound District och provinsen Ontario, i den sydöstra delen av landet, 260 km väster om huvudstaden Ottawa. Long Lake ligger 478 meter över havet.
I omgivningarna runt Long Lake växer i huvudsak blandskog. Trakten runt Long Lake är nära nog obefolkad, med mindre än två invånare per kvadratkilometer.